# Deutsche Aktionsgruppen
Die Deutschen Aktionsgruppen waren eine neonazistische terroristische Organisation in der Bundesrepublik Deutschland. Sie wurde 1980 von Manfred Roeder gegründet und verübte bis zu ihrer Zerschlagung in demselben Jahr mehrere Anschläge mit Verletzten und Todesopfern.

## Gründung und wesentliche Mitglieder
Die „Deutschen Aktionsgruppen“ (DAG) gingen aus der 1972 von Roeder gegründeten „Deutschen Bürgerinitiative“ hervor. Ende 1979 reifte bei Roeder die Absicht, eine – anders als die „Bürgerinitiative“ – ausschließlich als illegale Untergrundorganisation agierende Vereinigung zu gründen. Das Ziel der „Aktionsgruppen“ war das Begehen von Gewalttaten, insbesondere von Anschlägen. Allerdings nahm Roeder selbst nie direkt an diesen Taten teil. In der „Bürgerinitiative“ hatte Roeder sogenannte „Rundbriefe“ verfasst, in denen er Ängste seiner Anhänger vor allem „Nicht-Deutschen“ bediente und in Hass und Gewaltbereitschaft umzuwandeln versuchte. Den festen Kern der DAG bildeten neben dem 1929 geborenen Roeder der Arzt Heinz Colditz, dessen Patient Raimund Hörnle (beide * 1930) und die medizinisch-technische Assistentin Sibylle Vorderbrügge (* 1956). Alle entstammten bürgerlichen Verhältnissen. Nur von Roeder ist bekannt, dass er bereits zuvor in einer rechtsextremen Organisation aktiv war. Die noch sehr junge Vorderbrügge kündigte 1980 ihre Stelle in einem Krankenhaus, um sich vollständig Roeder und dessen politischen Ideen zu widmen. Er unterhielt mit ihr zeitweilig eine sexuelle Beziehung. Auch Hörnle und andere fühlten sich von Vorderbrügge angezogen, was sie nutzte, um zu versuchen, sie zur Beteiligung an Taten zu überreden.
Neben diesem kleinen Kern der Gruppe nahmen noch deutlich mehr weitere Personen an den Aktionen der Gruppe teil. Zum Untertauchen der Mitglieder nutzten die DAG konspirative Wohnungen, die eigens angemietet wurden.

## Taten
Die Gruppe verübte insgesamt fünf Sprengstoffanschläge und zwei Brandanschläge:
Die ersten beiden Anschläge erfolgten im Zusammenhang mit einer im Landratsamt Esslingen stattfindenden Auschwitz-Ausstellung. Nachdem der Holocaustleugner Roeder auf sie aufmerksam geworden war und zudem erklärt hatte, zur Einwerbung finanzieller Hilfe aus dem Ausland seien erste spektakuläre Aktionen erforderlich, beschlossen Hörnle und Colditz einen Anschlag auf das Landratsamtsgebäude. Am 21. Februar 1980 deponierten sie einen selbstgebauten Sprengsatz an der Gebäuderückseite, zudem einen mit Benzin gefüllten Eimer, der die Wucht der Explosion erhöhen sollte. Die Sprengung sollte nach Schließung des Gebäudes erfolgen, um das Risiko gering zu halten, Unbeteiligte zu verletzen. Tatsächlich kamen keine Menschen zu Schaden. Es entstand ein Sachschaden von 10.000 DM. Röder erfuhr erst nach der Explosion von der Operation; er war begeistert.
Nachdem der Anschlag auf das Landratsamt zwar einige Medienberichterstattung bewirkt, aber nicht zum Abbruch der Ausstellung geführt hatte, schlug nun Roeder selbst einen Anschlag auf das Wohnhaus des Landrats im Ostfilderner Stadtteil Ruit vor. Bei diesem zweiten Anschlag handelte es sich erneut um ein Sprengstoffattentat. Es wurde in der Nacht vom 17. zum 18. April 1980 durchgeführt. Die Ausführung oblag wieder Colditz und Hörnle. Ihnen assistierte ein ortskundiger Helfer, der unter anderem Schmiere stand. Zum Einsatz kam ein Sprengkörper, der auf einer Gaskartusche befestigt war. Der verursachte Sachschaden belief sich auf 33.000 DM. Der Landrat selbst befand sich nicht im Haus; seine Ehefrau und Kinder blieben unverletzt.
Beim dritten Anschlag kamen zum ersten Mal Personen körperlich zu Schaden. Um den Eindruck zu erwecken, die DAG habe ihren Schwerpunkt nicht oder nicht nur in Südwestdeutschland, hatte die Gruppe beschlossen, in Norddeutschland zuzuschlagen. Colditz’ dort lebende Tochter erkundete im Auftrag ihres Vaters mögliche Ziele. Die Wahl fiel schließlich auf die Schule am Bullenhuser Damm im Hamburger Stadtteil Billwerder Ausschlag. Dort waren im April 1945 zwanzig ausländische Kinder von der SS ermordet worden. Im April 1980 wurde die Schule feierlich nach dem polnischen Kinderarzt und NS-Opfer Janusz Korczak benannt. Gleichzeitig wurde dort eine Ausstellung zu dem Endphaseverbrechen von 1945 eröffnet. Wieder deponierten die Täter nachts einen Sprengsatz mit Zeitzünder. Er wurde in der Nacht auf den 27. April, einen Sonntag, in einem Nebeneingang des Schulgebäudes abgelegt. Allerdings detonierte er nicht zum geplanten Zeitpunkt noch in der Nacht, sondern lag noch am Morgen des 27. April im ursprünglichen Zustand am Tatort. Dies bemerkten auch Colditz und Hörnle bei einer Kontrollfahrt, entschlossen sich aber nach einiger Überlegung, nicht die Polizei durch einen Anruf auf die Gefahr aufmerksam zu machen. Der Sprengsatz explodierte, als zwei Krankenschwestern am Nachmittag das nicht als Bombe erkennbare Objekt aufhoben. Beide Frauen wurden schwer verletzt.
Die weiteren vier Terroranschläge der Gruppe richteten sich gegen Asylbewerber und Flüchtlinge aus dem Ausland, auf deren Unterkünfte sie Attentate verübte. Colditz nahm nun nicht mehr an der Durchführung teil, wenngleich er die Taten weiterhin billigte. An seine Stelle trat Vorderbrügge.
In der Nacht vom 29. zum 30. Juli legten Hörnle und sie in Zirndorf eine Rohrbombe an das leerstehende Nebengebäude einer solchen Unterkunft, der gegen Mitternacht detonierte, wobei ein Sachschaden von knapp 10.000 DM entstand. Menschen wurden nicht verletzt.
Der fünfte Anschlag erfolgte am 6. August 1980 auf ein Hotel in Leinfelden-Echterdingen, in dem Asylbewerber untergebracht waren. Zum ersten Mal kam nicht ein Sprengsatz zum Einsatz. Vielmehr beschlossen Hörnle und Vorderbrügge, Brandsätze zu verwenden. Grund war, dass sie das Gebäude aufgrund seiner Bauweise als ungeeignet für das unbemerkte Anbringen eines Sprengsatzes befunden hatten. Da Hörnle sich mit der Anfertigung von Molotowcocktails nicht auskannte, half ihm ein Freund dabei. In der Nacht vom 6. auf den 7. August fuhren Vorderbrügge, Hörnle und ein weiterer Helfer an den Tatort und warfen dort zwei Brandsätze durch die Fenster. Den entstehenden Brand konnten die Bewohner löschen. Mehrere von ihnen erlitten leichte Verletzungen. Der Sachschaden belief sich auf 18.000 DM.
Nur zehn Tage später beging Hörnle den nächsten, sechsten Anschlag. Er platzierte in der Nacht vom 16. auf den 17. August einen Sprengsatz auf dem Fenstersims einer Asylbewerberunterkunft in Lörrach. In dem Raum unmittelbar dahinter befanden sich, als die Bombe kurz darauf detonierte, fünf Minderjährige im Alter von 15 bis 17 Jahren aus Eritrea. Sie erlitten zum Teil schwere Verletzungen. Roeder bedauerte anschließend die geringe Wirkung der Aktion, da sie keine Todesopfer gefordert hatte.
Roeder beschloss nun, weitere Aktionen sollten sich nicht mehr gegen Flüchtlingsunterkünfte richten, sondern gegen karitative Organisationen, Polizei sowie Personen oder Einrichtungen, die mit der zivilen Nutzung der Kernenergie im Zusammenhang standen. Dazu kam es jedoch nicht. Vielmehr hatten Vorderbrügge und Hörnle vor, einen weiteren Anschlag auf ein Heim für Asylbewerber durchzuführen, und zwar auf eine Einrichtung in Hamburg, von deren Existenz sie erfahren hatten. Da der Vorrat der Gruppe an Schwarzpulver erschöpft war, kamen erneut Molotowcocktails zum Einsatz.
Nachdem Roeder das Vorhaben gebilligt hatte, begaben sich Vorderbrügge und Hörnle in der Nacht vom 21. auf den 22. August 1980 zu der Flüchtlingsunterkunft in der Halskestraße in Hamburg-Billbrook und warfen drei Molotowcocktails durch ein Fenster. Es entstand sofort ein größerer Brand. Zwei in dem unmittelbar betroffenen Raum wohnende Vietnamesen im Alter von 18 und 22 Jahren erlitten so schwere Verletzungen, dass sie am Folgetag bzw. einige Tage später starben.
Vorderbrügge und Hörnle waren nach dem tödlich verlaufenen Brandanschlag in Hamburg in schlechter seelischer Verfassung. Sie wollten zunächst trotz Roeders Drängen keine weiteren Attentate durchführen. Roeder versuchte sie zu beschwichtigen, unter anderem indem er die vietnamesischen Opfer als „Halbaffen“ bezeichnete. Ende August brachte er die beiden dazu, einem Angriff auf einen Richter in Uelzen zuzustimmen, den sie jedoch spontan absagten, als sie sich bereits vor Ort befanden. Roeder gegenüber brachten sie eine Ausrede vor. Zu weiteren Anschlägen kam es nicht mehr, weil die Angehörigen der Gruppe von der Polizei identifiziert worden waren und am 1. September ergriffen wurden.
Die Gewaltintensität der Anschläge nahm im Verlauf der Verbrechensserie stetig zu. Roeder bestimmte dabei, wiewohl er nicht an der Durchführung beteiligt war, nicht nur die Art der zu wählenden Ziele, sondern auch die Form der Gewalt. Während die Gruppe bei den ersten Anschlägen noch darauf bedacht war, Personenschäden zu vermeiden, war bereits bei dem Sprengstoffattentat auf das Wohnhaus des Landrats dessen Familie in unmittelbarer Gefahr. Bei den letzten drei Anschlägen, allesamt auf Flüchtlingsunterkünfte verübt, wurden Todesopfer bewusst in Kauf genommen. Diesbezüglich stellte auch der letzte, tödliche Anschlag eine weitere Steigerung der Gewalt dar, weil die Täter statt zuvor zwei nun drei Brandsätze in dasselbe Zimmer warfen, um ein größeres Feuer zu entfachen.

## Identifizierung, Ergreifung und Verurteilung der Mitglieder
An der Hamburger Ausländerunterkunft hatten die Terroristen bei ihrem letzten Anschlag mit Sprühfarbe am Gebäude die Parole „Ausländer raus“ angebracht. Die Farbe, die sie dabei verwendeten, hatten sie einige Tage zuvor schon bei einer anderen Aktion benutzt, bei der eine Zeugin ihr Autokennzeichen notiert hatte. Dies half bei der Identifizierung der Täter. Am 1. September 1980 nahm die Polizei die Mitglieder der „Deutschen Aktionsgruppen“ fest.
Gegen vier Mitglieder der Vereinigung erhob Generalbundesanwalt Kurt Rebmann Anklage beim Oberlandesgericht Stuttgart. Wegen Gründung einer terroristischen Vereinigung wurde Manfred Roeder 1982 zu einer Freiheitsstrafe von 13 Jahren verurteilt. Die weiteren Mitglieder erhielten zum Teil lebenslange Freiheitsstrafen. Dazu gehörten Vorderbrügge, Colditz und Hörnle. Roeder wurde bereits 1990 wieder aus der Haft entlassen.